# Nejem, nőm, csajom
A Nejem, nőm, csajom egy 2012-ben bemutatott magyar romantikus filmvígjáték.

## Történet
A film négy fiatal nőről szól, akik különböző viszonyok között élnek ugyan, de közös bennük, hogy valamilyen párkapcsolati problémával küzdenek. A sztár-műsorvezető Helgát (Schell Judit) az emészti, hogy sosem tudott még tartós párkapcsolatot összehozni, és érzi, hogy legújabb, ígéretes udvarlója, József (Rudolf Péter) is rejteget valamit előle. Vera (Gubik Ági) házaséletét az bolygatja fel, hogy férje, Attila (Stohl András) kételkedni kezd abban, hogy valóban tőle van-e a rá szerinte nem is hasonlító közös gyerekük. Szilvi (Lovas Rozi) a boldogító igen kimondására készül, vőlegénye viszont inkább swingerpartiba járna, és nagyon nem fűlik a foga a házasság kötelékeihez. Flóra (Tompos Kátya) pedig gyanút fog, hogy hittantanár férje talán örömlányokhoz jár, ezért nyomozni kezd utána.

## Közreműködők

### Szereplők
- Helga, televíziós műsorvezető: Schell Judit
- Vera: Gubík Ági
- Flóra: Tompos Kátya
- Szilvi: Lovas Rozi
- József, Helga udvarlója: Rudolf Péter
- Attila, orvos, Vera férje: Stohl András
- Péter, hittantanár, Flóra férje: Keresztes Tamás
- Bálint, Szilvi vőlegénye: Mészáros Béla
- Emma, Róbert felesége: Kovács Patrícia
- Róbert, Emma férje: Schmied Zoltán
- Ferkó, biztonsági őr, korábban nyomozó, Flóra bátyja: Thuróczy Szabolcs
- Virág, Vera barátnője: Rezes Judit
- Kamilla, homoszexuális festő, Vera ismerőse: Szikszai Rémusz
- Zozi, Kamilla partnere: Stubnya Béla
- Bea, József korábbi barátnője: Parti Nóra
- Eszti Cica, eszkortlány: Fodor Annamária
- Vanda: Herczeg Adrienn
- Bence, Veráék kisfia: McAllister James
- Kati, riportalany: Szabó Emília
- Fiatal lány: Vlasits Barbara
- Gabi, fodrász: Györfi Anna
- Mariann, fodrász: Lass Bea
- Saci, doktornő: Cseh Judit
- Lillus, Flóráék kislánya: Kothenz Fruzsina
- Pincér: Joó János

### Alkotók
- Rendező: Szajki Péter
- Forgatókönyvíró: Szajki Péter, Vörös Adél
- Zeneszerző: Kovács Áron Ádám
- Operatőr: Szatmári Péter
- Producer: Mécs Mónika, Mesterházy Ernő, Pataki Ági, Kovács Gábor
- Vágó: Tuza-Ritter Bernadett

## Nézettség
A nézettségi adatok szerint 57 001 jegyet adtak el rá.